# Рейналь, Гийом Тома

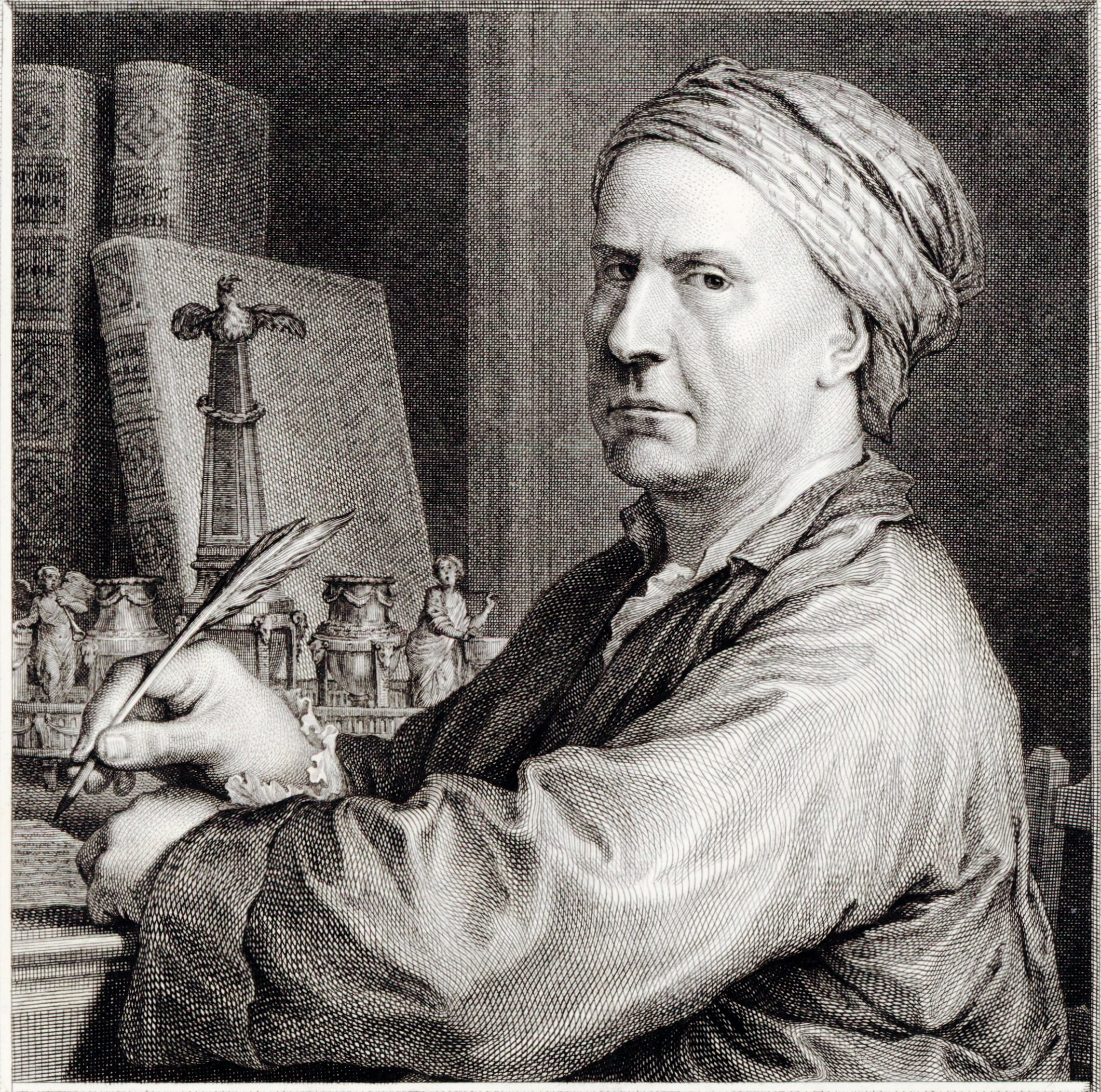

Гийом Тома Франсуа Рейналь (фр. Guillaume-Thomas François Raynal; 12 апреля 1713 года, Лапануз, Аверон — 6 марта 1796 года, Пасси, Париж) — французский историк и социолог, представитель Просвещения.

## Биография
Рейналь Гийом Тома Франсуа (в русскоязычной литературе XVIII—XIX веков встречаются варианты Райналь, Рэйналь, Реналь) родился 12 апреля 1713 года в Лапанузе. Получил образование в иезуитском коллеже. Он принадлежал к так называемой «плеяде аббатов», давшей миру Мариво, Прево, Мабли. Люди третьего сословия, они не могли поступать в высшие учебные заведения, куда принимались только дворяне, и вынуждены были получать образование в церковных и иезуитских школах. В 1747 году Рейналь прибыл в Париж простым бедным священником; но редакторство в «Mercure de France» скоро открыло ему путь к знакомству и сближению с литературным миром и философами. Бойкое перо, остроумие и находчивость открывают ему доступ в лучшие дома Парижа. Так, он становится завсегдатаем известного салона госпожи Жоффрен, где знакомится с Гельвецием, Гольбахом и становится активным сотрудником «Энциклопедии» Дидро. Рейналь проявлял глубокий интерес к истории Английской и Нидерландской революций, пропагандировал опыт революции в Северной Америке. Первые его труды: «История штатгальтерства» («Histoire du stathoudérat», Гаага, 1748), направленная против принцев Оранских; «История английского парламента» («Histoire du Parlement d’Angleterre», Лондон, 1748), «Исторические, военные и политические анекдоты» («Anecdotes historiques, militaires et politiques d’Europe» Амстердам, 1753; позже вышли под заглавием: «Mémoires politiques de l’Еurоре»). В 1770 году в Амстердаме вышло в свет самое известное сочинение Рейналя: «Философская и политическая история о заведениях и коммерции европейцев в обеих Индиях» («Histoire philosophique et politique des établissements et du commerce des Européens dans les deux Indes»).
В 1781 году «История обеих Индий» была осуждена французским парламентом на сожжение, автор подлежал аресту. Не дожидаясь пленения, Рейналь бежал в Англию, затем в Пруссию. Находясь в изгнании, объездил много стран. В литературе часто встречаются сведения о посещении Рейналем в этот период и Российской империи, где он был удостоен аудиенции Екатерины II. Но существует и иное мнение, так, исследователь С. А. Мезин утверждает, что данный эпизод биографии Рейналя не достоверен. В 1787 году ему было разрешено вернуться во Францию, но не в Париж — сначала он жил в Тулоне, после — в Марселе. Занимался благотворительностью. Был избран в 1789 году депутатом от Марселя в Генеральные штаты, но отказался, ссылаясь на преклонный возраст. В период Великой французской революции выступал против углубления революционной борьбы, осуждал якобинцев. После следующего за Термидорианским переворотом прихода к власти Исполнительной Директории в 1795 году Рейналь становится членом новообразованного Института Франции (Institut de France). 6 марта 1796 года в возрасте 83 лет Рейналь Гийом Тома Франсуа скончался в Пасси, Париж.

## Русские переводы
В России книга Рейналя стала известна довольно скоро. В 1776 году уже был предпринят перевод «Истории обеих Индий» в «Санкт-Петербургских ведомостях» за этот год (№ 56) труд Рейналя назван в ряду книг, «взятых в перевод». Существует мнение, что отрывки из труда Рейналя появились в журнале «Прибавление к Московским ведомостям», издававшимся в 1783—1784 гг. Н.И Новиковым под названиями «О торговле вообще» и «Понятие о торговле невольниками» об этом сообщают такие исследователи, как Л. Б. Лехтблау (Светлов) и В. И. Моряков. Однако впоследствии В. И. Моряков приходит к выводу, что данные отрывки не перевод и даже не компиляции частей произведения Рейналя, а самостоятельные произведения, авторство которых принадлежит самому Н.И Новикову, хотя и написанные под влиянием «Истории обеих Индий».
О переводах из «Истории обеих Индий» троекратно упоминается в «Московских ведомостях» за 1787 г.: «Господам, трудящимся в переводах, через сие сообщается, что книга „Философская и политическая история о заведениях и торговле в обеих Индиях“ переводится и оной переведено довольно», но этот перевод так и не был издан.
Развернувшиеся революционные события во Франции положили конец распространению книг французских просветителей в России. Почти все их произведения были запрещены. Правда, имя Рейналя изредка упоминалось на страницах русских журналов, прежде всего, когда речь шла о его выступлениях против дальнейшего развития революции. Так, в 1791 г. в «Политическом журнале» было опубликовано письмо Рейналя к Национальному собранию Франции, в котором он отрекался от своих революционных взглядов и требовал прекращения революционных преобразований.
В 1793 г. в журнале «Санкт-Петербургский Меркурий», издававшемся И. А. Крыловым, была напечатана из «Истории обеих Индий» статья «Об открытии Америки», переведенная С. Ляпидевским. В.И Созонович перевел в 1799 г. «Введение» к «Истории обеих Индий», назвав его «Философическое и политическое повествование о состоянии Европы до открытия Америки». Этот перевод уже к XX веку стал большой библиографической редкостью. Созонович намеревался перевести и другие части «Истории обеих Индий».
Повышенный интерес к Рейналю возник в русском обществе в начале XIX века, в пору либеральной политики Александра I. На страницах журналов начинают появляться переводы из «Истории обеих Индий». В правительственном «Санкт-Петербургском журнале» был опубликован перевод отрывка «О госпиталях» из книги Рейналя, говоривший о недостатках в системе общественного призрения.
В «Журнале для пользы и удовольствия», издававшемся А. Варенцовым, в третьей книге 1805 года, был опубликован перевод главы «Краткое историческое описание правления некоторых государств. Взгляд на историю английского правления». В 1804 году по инициативе поэта В. В. Дмитриева, члена «Вольного общества любителей словесности, наук и художеств», началась работа над переводом «Истории обеих Индий», но «Вольное общество» отклонило предложение Дмитриева, так как книга находилась в списке запрещённых.
Однако правительство вскоре само решило издать труд Рейналя. Первое издание русского перевода «Истории обеих Индий» выходило в 1805—1811 годах. Оно было отпечатано за счёт кабинета министров в количестве трехсот экземпляров. На титульном листе книги имеется такое заглавие: «Философическая и политическая история о заведениях и коммерции европейцев в обеих Индиях. Сочин. аббатом Рейналем. Перевод с французского, изданный по высочайшему его императорского величества повелению. СПб. В типографии Шнора». С авторством этого перевода существует некоторая путаница. Официальным переводчиком был Г. Н. Городчанинов, он, по-видимому, перевёл основную часть «Истории обеих Индий», а В. Г. Анастасевич лишь одну из шести частей. В словаре Брокгауза и Ефрона переводчиком указан только Анастасевич, что является явной ошибкой. В росписях митрополита Евгения не указан Анастасевич. В росписи Плавильщикова указано, что Анастасевич перевёл четвёртую часть, но в большинстве библиографических справочников указывается на перевод Анастасевичем шестой части книги Рейналя.
Второе издание перевода вышло в 1834—1835 годах. Имя переводчика и указание на высочайшее повеление об издании в нём отсутствовали. Есть сведения, что Городчаниновым была предпринята попытка выпустить ещё одно издание перевода в 1819 году, и были отпечатаны первая и вторая часть книги, но судьба этого издания неизвестна.
Причиной того, что правительство само инициировало перевод, по всей видимости, стал «широкий и небезопасный интерес к Рейналю со стороны общественности». В. И. Моряков отмечает, что в «Истории обеих Индий» имеется ряд положений, выгодных самодержавию. Рейналь утверждал, что для страны с большой территорией пригодна лишь монархическая форма государственной власти, сурово критиковал крестьянские выступления, говорил о незыблемости собственности. Таким образом, подвергнувшись цензурной правке, это издание должно было указать русской общественности легальные рамки допустимости Рейналя.
Серьёзные различия между текстом перевода и французским подлинником были замечены уже в XIX веке. Поэт В. В. Дмитриев в июле 1806 года после выхода первых двух частей перевода писал: «Но каков он у нас в переводе?… Не похож на Рейналя… Вздыхаю… и молчу». Известный библиограф Сопиков также отмечал серьёзное сокращение труда Рейналя в русском переводе: «Французский подлинник сего славного сочинения в 10 частях; но российский переводчик, почти половину исключив, много тем самым уменьшил достоинства оного». Однако можно встретить и иное мнение, так, издатель журнала «Лицей» И.Мартынов в номере журнала за 1806 год пишет: «Сие сочинение благоразумием цензуры и самого господина русского переводчика во многих местах получило другой вид, не изменив, впрочем, ни красоты подлинника, ни исторической истины».

## «История обеих Индий»
Основной труд Г. Рейналя, принёсший философу мировую известность, — «Философическая и политическая история о заведениях и коммерции европейцев в обеих Индиях». В русском переводе состоит из 6 частей (томов), каждая из них включает две книги (раздела). Деление книг на главы фактически отсутствует, точнее было бы назвать более мелкие структурные элементы книг статьями, и они значительно различаются по объёму. Начинается работа со вступления, где даётся исторический обзор торговли с древних финикийцев и до кануна Великих географических открытий. Первая книга посвящена завоеваниям португальцев в восточных странах, сюда Г. Рейналь включил Африку, Индию и весь азиатский материк. Во второй книге рассказывает об образовании Голландской республики и о голландских торговых компаниях. В третьей и четвертой книгах (во второй части) помещены материалы о торговле Англии в Индии, рассматривается политический строй индийских государств, нравы местных жителей, учреждение английской компании и её состояние в XVIII веке. Пятая книга третьей части содержит сведения о торговле Дании, Швеции, Пруссии, Испании и России в Восточной Индии. В шестой книге сообщается об открытии Америки, о жестоком обращении колонистов с индейцами. О металлах, рудниках и торговле Мексики. В двух книгах четвертой части говорится о завоеваниях испанцев в Америке. В девятой книге характеризуется учреждение португальской компании в Бразилии, а в десятой книге — заселение европейцами американского континента. О работорговле, способах её ведения, о положении в африканских странах, условиях содержания рабов повествует шестая часть, где Г. Рейналь выступает с резкой критикой рабства и работорговли.

## Интересные факты
в 1787 г. молодой Наполеон Бонапарт в своих попытках написания истории Корсики обращался к аббату Рейналю за советом, как к большому авторитету своего времени. В ответе на письмо молодого лейтенанта Рейналь посоветовал Бонапарту «пополнить наличный запас фактов дальнейшими исследованиями и попробовать написать снова». «История Корсики» Бонапарта не сохранилась до наших дней.

## Сочинения
- Nouvelles littéraires (1747—1755)
- Histoire du Stadhoudérat (1747)

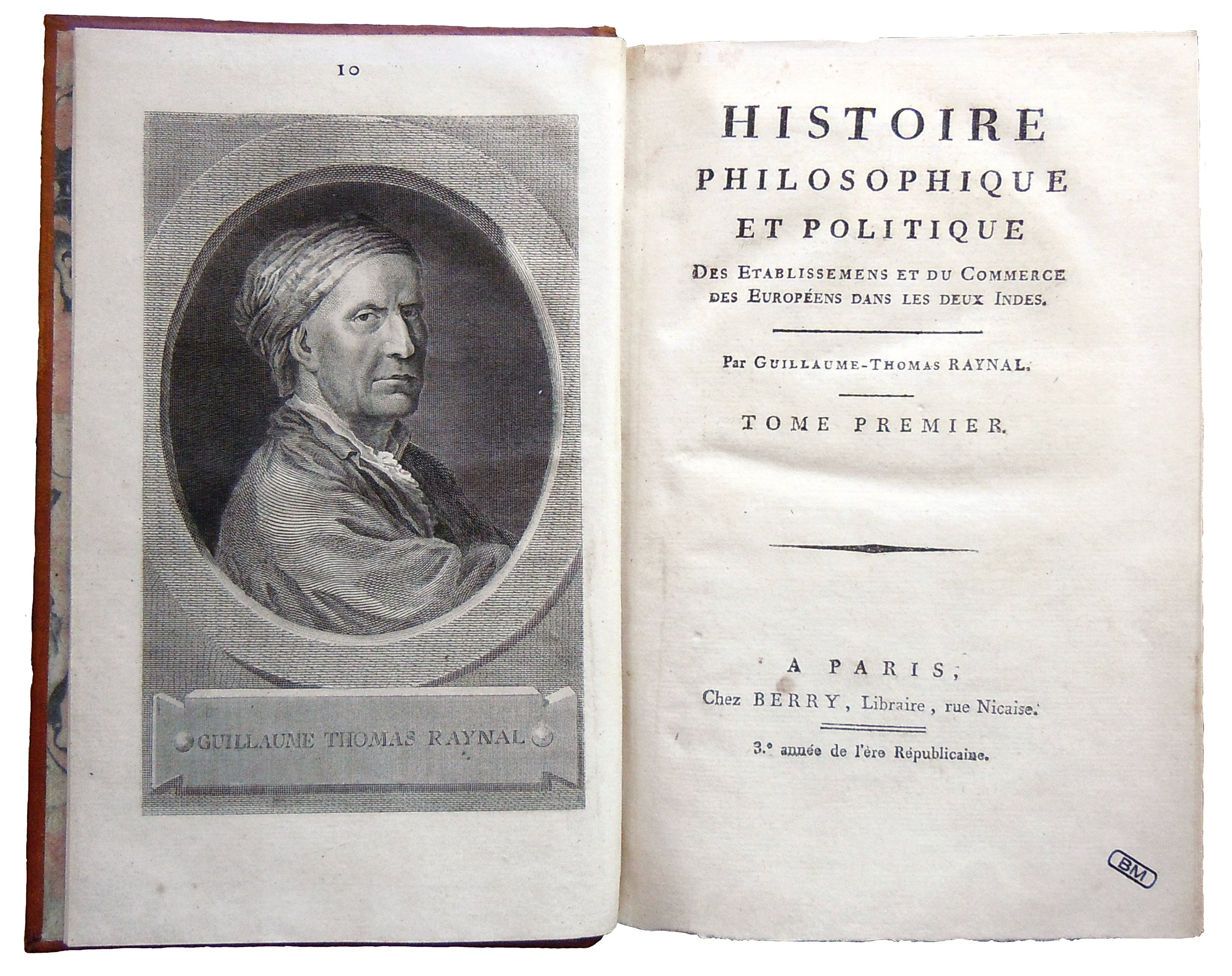
Histoire philosophique, 1794.

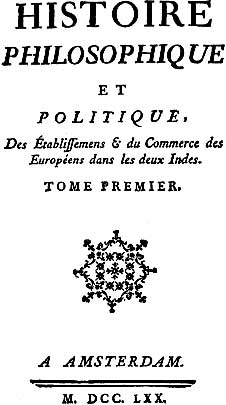
Титульный лист «Истории двух Индий».

- Histoire du Parlement d’Angleterre (1748)
- Mémorial de Paris (1749)
- Mercure de France (1750—1754)
- Anecdotes littéraires, ou Histoire de ce qui est arrivé de plus singulier & et de plus intéressant aux écrivains françois, depuis le renouvellement des lettres sous François I jusqu’à nos jours (1750 ; 1756) Текст
- Anecdotes historiques, militaires et politiques de l’Europe depuis l’élévation de Charles-Quint au thrône de l’Empire, jusqu’au traité d’Aix-la-Chapelle en 1748 (2 volumes, 1753) Текст 1 2
- École militaire (3 volumes, 1762) Текст 1 2 3
- Histoire du divorce de Henry VIII (1763)
- Histoire philosophique et politique des établissemens & du commerce des européens dans les deux Indes (6 volumes, 1770 ; 1774 ; 1780 ; 1820) Текст 1 2 3 4 5 6
- Épices et produits coloniaux (1770) Текст
- Atlas de l’Histoire des deux Indes (1772)
- Tableau de l’Europe (supplément Histoire des deux Indes) (1774)
- Esprit et génie de Guillaume-Thomas Raynal (1777)
- Suppléments à l’Histoire des deux Indes (1780)
- Atlas de l’Histoire philosophique (1780)
- Révolution de l’Amérique (1781) Текст
- Lettres d’Yorick à Eliza (1781)
- Lettre à l’auteur de la Nymphe de Spa (1781)
- Précis de l’Histoire philosophique (1782)
- Réponse à la Censure de la Faculté de Théologie (1782)
- Esprit et génie de M. l’abbé Reynal (publié par l’abbé Hédouin, 1782) Текст
- Considérations sur la paix en 1783 (1783)
- Histoire philosophique et politique des isles françoises (1784])
- Œuvres de M. l’abbé Raynal (1785)
- Essai sur l’administration de St Domingue (1785)
- Maximes des trois auteurs philosophes (1787)
- Tableau général du commerce de l’Europe (1787)
- Éloge d’Eliza Draper (приписывается Дидро, 1787)
- L’Abbé Raynal aux États-généraux (1789) Текст
- Lettre à S. M. Louis XVI (1789)
- Lettre à l’Assemblée nationale, 31 mai 1791 (1791)
- Extrait raisonné de l’Histoire des deux Indes (1791)
- Histoire abrégée de l’Histoire des deux Indes (1792)
- Abrégé de l’Histoire des deux Indes (1793)
- Histoire abrégée de l’Établissement des Européens (1797)
- Recueil de pensées (1802)
- Abrégé de l’Histoire des deux Indes à l’usage de la jeunesse (1810)]
- Le Raynal de la jeunesse (1821)
- Des Peuples et des gouvernements (1822)
- Histoire philosophique des Établissements dans l’Afrique septentrionale (1826)

## Сочинения, переведённые на русский язык
- Рейналь. Философическая и политическая история о заведениях и коммерции европейцев в обеих Индиях. СПб., 1806—1811.(Перевод Городчанинов. Анастасевич.)
- Рейналь. Философическая и политическая история о заведениях и коммерции европейцев в обеих Индиях. СПб., 1834—1835.(Перевод Городчанинов. Анастасевич.)
- Вольтер, Руссо, Рейналь и Парижское Народное собрание. Параллельное начертание истины. Политический журнал. Ч. 6. — СПБ., 1791.(Письмо Г.Рейналя к Национальному собранию Франции)

## Современные издания
Histoire philosophique et politique des établissements et du commerce des Européens dans les deux Indes, 5 vol., Paris, Bibliothèque des introuvables, 2006 ISBN 9782845751941